# Batzenhäusl

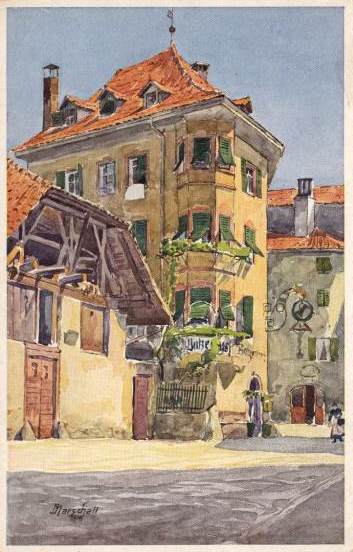
Das Batzenhäusl auf einer alten Ansichtskarte (Aquarell von Josef Marschall, 1914)

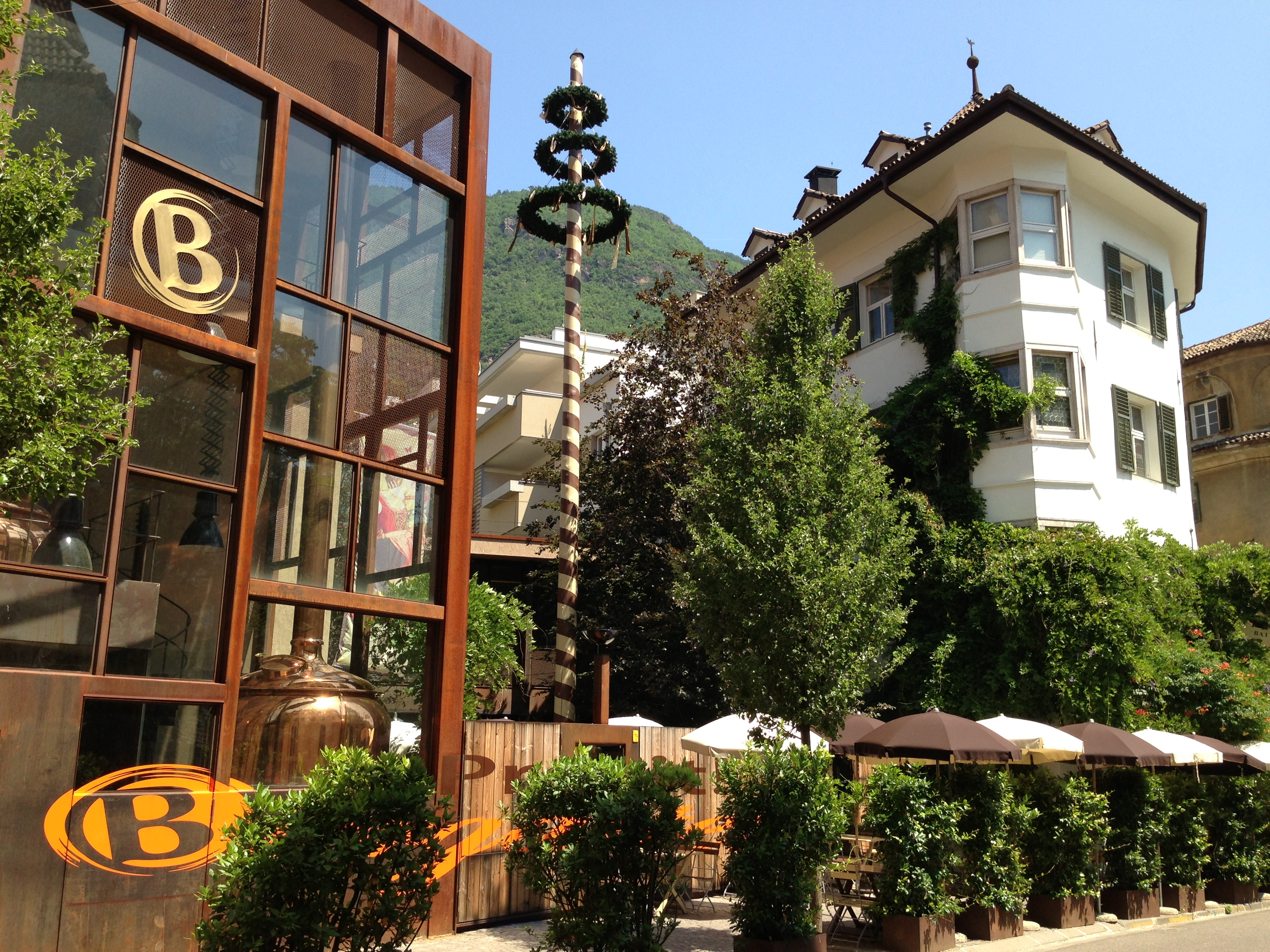
Das Batzenhäusl mit der neuen Brauerei und einem Maibaum, Aufnahme von 2013

Das Batzenhäusl ist eines der ältesten Gasthäuser in Bozen. Es befindet sich in der Andreas-Hofer-Straße. Seit 1953 steht es unter Denkmalschutz.

## Geschichte
Jahrhundertelang war es eine Schänke des nahegelegenen Deutschen Ordens, dessen Kommende im Jahr 1404 in den nahegelegenen Ansitz Weggenstein-Deutschhaus verlegt worden war. Sein Name dürfte mit der alten Münzbezeichnung Batzen zu tun haben, zumal hier stets Wein verkauft wurde. Um 1900 entwickelte sich das Batzenhäusl zu einem im gesamten deutschen Sprachraum bekannten Dichter- und Künstlerlokal, das auf vielen zeitgenössischen Gemälden und Ansichtskarten dargestellt wurde. Die Hochblüte als Treffpunkt der Künstler erlebte das Haus mit dem Aufenthalt des Malers Franz Defregger (1835–1921) in Bozen. Die durch den tüchtigen Wirt Engelbert Trebo und den Wein animierte Spendenfreudigkeit der Künstler steigerte sich von Jahr zu Jahr bis 1914, als das Batzenhäusl mit über 200 Gemälden, Zeichnungen und einzelnen Skulpturen ausgestattet war. Der Restbestand dieser Batzenhäusl-Bildersammlung befindet sich heute auf Schloss Prösels in Völs am Schlern.
Seit dem Ersten Weltkrieg, als Bozen italienisch geworden war, nennt sich das Haus auch Cà de Bezzi. Vor allem der Rückgang deutscher Gäste zog das (im 20. Jahrhundert erstmalige) Schließen des Lokals mit 1. März 1928 nach sich.
Heute ist das Batzenhäusl eine Wirtshausbrauerei.